# Peter von Lengerke (Unternehmer)

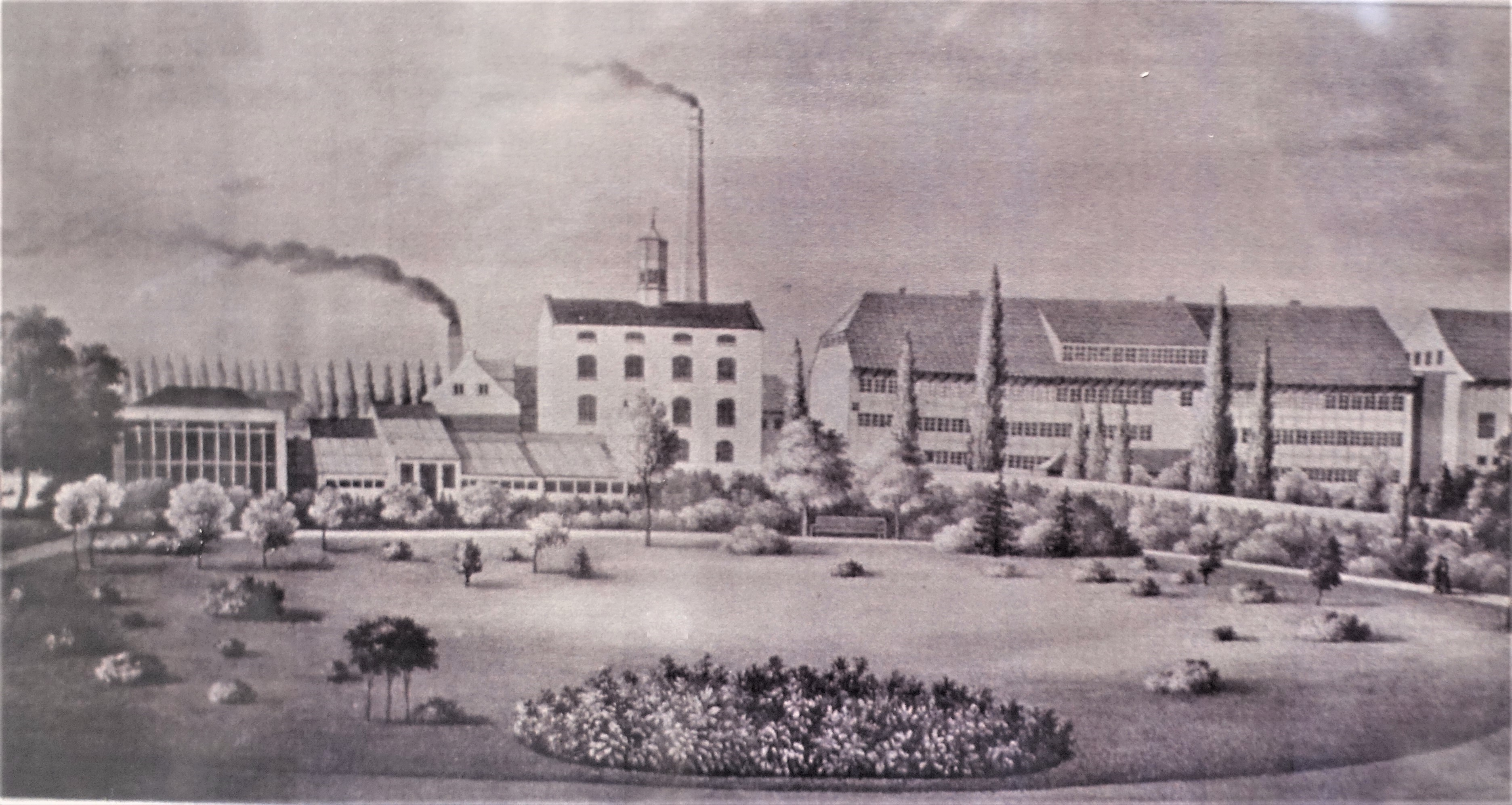
Kattunfabrik von Lengerke in Wandsbek 1841

Johann Cornelius Peter von Lengerke (* 18. August 1788 in Hamburg; † 8. Januar 1848 in Wandsbek) war ein deutscher Unternehmer und Philanthrop.

## Vorfahren
Peter von Lengerke war ein Sohn von Cornelius Conrad von Lengerke (1750–1822) und dessen Gattin Dorothea Cornelia, geborene Dreyer († 1852). Vorfahren der Familie stammten aus Osnabrück und lebten seit mindestens drei Generationen in Hamburg. Ein Vorfahr war der gleichnamige Hamburger Bürgermeister Peter von Lengerke.
Cornelius Conrad von Lengerke hatte ein Unternehmen in Hamburg, fand dort jedoch nicht ausreichend Platz zum Trocknen und Bleichen von Baumwollstoffen. Daher beantragte er am 1. Oktober 1780 bei dem Gutsverwalter Heinrich Carl von Schimmelmann, in Wandsbek eine „Zitzen- und Cattun-Fabricke und -Druckerei“ aufbauen zu dürfen. Von Schimmelmann gab dem Antrag statt. Außerdem erlaubte er von Lengerke, für jährlich 200 Mark zwei Grundstücke am dortigen Mühlenteich nutzen zu dürfen. Darüber hinaus gewährte er gegen vier Prozent Zins ein Darlehen über 30.000 Mark für die Unternehmensgründung.
Der neue Unternehmenssitz erwies sich als optimal; die Wandse bot sauberes Wasser und das Umland ausreichend Flächen. Von Lengerke hatte zwar Konkurrenz durch drei weitere Kattunfabriken, erwirtschaftete jedoch sehr schnell ausreichend Geld, um den Kredit tilgen zu können. Außerdem kaufte er Häuser, zwei weitere Bleichen und zwei Grundstücke. Bis zur Kontinentalsperre 1806 florierten die insgesamt fünf Kattunmanufakturen in Wandsbek. Über den Hamburger Hafen vertrieben sie ihre Waren in zahlreiche Länder Europas.
Nach der Hamburger Franzosenzeit kamen die Geschäfte der Kattundruckereien, insbesondere aufgrund englischer Konkurrenz, zum Erliegen. Cornelius Conrad von Lengerkes Unternehmen überstand die Zeit als einziges Unternehmen seiner Art. Er baute das Unternehmen, das der Volksmund „die Fabrik“ nannte, bis ans Lebensende neu auf. Sein Sohn Peter von Lengerke erbte es nach dem Tod des Vaters 1822.

## Wirken als Unternehmer
Peter von Lengerke führte das Unternehmen mindestens so erfolgreich wie sein Vater fort. Er etablierte sich als einer der ersten Industriellen vor Ort. Er konnte den Umsatz erhöhen und beschäftigte 400 bis 500 Mitarbeiter. Dazu gehörten neben Bleichern, Färbern, Druckern und Zeichnern in den Sommermonaten auch zahlreiche Kinder, die daher nur im Winter zur Schule gingen. Von Lengerke kaufte im Frühjahr 1835 als erster Unternehmer in Wandsbek eine Dampfmaschine mit 12 PS. Außerdem setzte er drei Druckmaschinen, vier Waschräder, eine Mangel und weitere Maschinen ein.
Gemeinsam mit anderen renommierten Bürgern (Joseph Morewood) gründete von Lengerke 1820 die „Ersparniß-Casse“, die sich zur „Sparbank von 1820“ weiterentwickelte. Er selbst fungierte als deren Hauptkassierer und Buchhalter. Die Bank hatte ihren Sitz an der Kurzen Reihe/Ecke Königstraße (heute Königsreihe/Wandsbeker Königstraße). Anlässlich des 25-jährigen Regierungsjubiläums Friedrich VI. 1833 finanzierte von Lengerke das erste Krankenhaus in Wandsbek, das sich auf dem Grundstück des heutigen Hamburger Staatsarchivs befand. Die Einrichtung in der Kattunbleiche 19 verfügte über 19 Betten und wurde danach mehrfach erweitert. 1888 bezog es einen Neubau in der Rodigallee und wurde 1975 Teil des 1975 eröffneten AK Wandsbek.
Am 19. Mai 1831 ernannte Friedrich VI. Peter von Lengerke zum Ritter des Dannebrogorden. Am 27. August 1840 erhielt er einen Besuch des Nachfolgers Christian VIII. Dies ist der Grund, warum der seinerzeit zur Kattunfabrik führende Weg den Namen „Königstraße“ (heute „Wandsbeker Königstraße“) erhielt. Seit der ersten Landtagsperiode 1835/36 gehörte er der Holsteinischen Ständeversammlung (als gewählte Abgeordnete in der Klasse der Städtischen Einwohner im 8. Wahlbezirk) an.
Peter von Lengerke besaß nahe der Fabrik in der Königstraße 62 ein zweigeschossiges Wohnhaus mit Anbau und ein Gewächshaus, das einen hohen Mittelbau und zwei niedrige Seitenflügel hatte. Die Pläne hierzu stammten von seinem Schwager Joseph Ramée. Der Architekt plante danach 1834 einen schlicht gehaltenen Biedermeiergarten, der den Platz zwischen Wohnhaus und Fabrik einnahm.

## Nachlass
Peter von Lengerke starb Anfang 1848 kinderlos. Die Fabrik übernahm Johann Peter Berger (1811–1877), der in erster Ehe von Lengerkes Schwester Dorothea Cornelia Wilhelmine (* 1789) geheiratet hatte. Die Regierung von Schleswig stimmte am 6. Januar 1848 einer Umfirmierung in „Berger von Lengercke“ zu. Dabei wurde bewusst ein „c“ eingefügt. Das imposante Fabrikgebäude bestand bis zu einem Feuer 1856. Danach wurde es nicht neu errichtet.

## Ehrungen
Seit 1936 trägt die „Lengerckestraße“ und seit 1936 der „Lengerckestieg“ den Namen Peter von Lengerkes.